# Waseem Khan
Waseem Khan (* 14. Januar 1983) ist ein ehemaliger pakistanischer Leichtathlet, der im Weit- und Dreisprung an den Start ging.

## Sportliche Laufbahn
Erste internationale Erfahrungen sammelte Waseem Khan vermutlich im Jahr 2002, als er bei den Juniorenasienmeisterschaften in Bangkok mit einer Weite von 14,99 m den achten Platz im Dreisprung belegte. Im Jahr darauf gelangte er bei den Asienmeisterschaften in Manila mit 7,23 m auf den elften Platz im Weitsprung und 2004 belegte er bei den Hallenasienmeisterschaften in Teheran mit 15,50 m den vierten Platz im Dreisprung. Anschließend wurde er bei den Südasienspielen in Islamabad mit 15,40 m Vierter und im Jahr darauf belegte er bei den Islamic Solidarity Games in Mekka mit 7,49 m und 15,34 m die Plätze acht und fünf im Weit- und Dreisprung. Anschließend verpasste er bei den Asienmeisterschaften in Incheon mit 7,46 m und 14,53 m jeweils den Finaleinzug. 2006 gewann er bei den Südasienspielen in Colombo mit 15,85 m die Silbermedaille hinter dem Sri Lanker Chaminda Sampath und belegte mit 7,14 m den vierten Platz im Weitsprung. 2007 beendete er seine aktive sportliche Karriere im Alter von 24 Jahren.
2003 wurde Khan pakistanischer Meister im Weit- und Dreisprung.

## Persönliche Bestleistungen
- Weitsprung: 7,69 m, 26. Februar 2003 in Islamabad
  - Weitsprung (Halle): 7,25 m, 8. Februar 2002 in Rascht
- Dreisprung: 15,85 m, 26. August 2006 in Colombo
  - Dreisprung (Halle): 15,95 m, 24. Januar 2003 in Lahore